# Pat van Beirs
Patrick (Pat) van Beirs (Gent, 7 september 1954) is een Vlaams auteur en scenarioschrijver. Tevens geeft hij Engels aan het Don Boscocollege Zwijnaarde.
Van Beirs studeerde aan de Provinciale Hogeschool voor Vertalers en Tolken in Gent. Hij schrijft samen met Jean-Claude van Rijckeghem jeugdromans, waaronder Jonkvrouw en Galgenmeid, beide historische romans die in Nederland en in België in de prijzen vielen.